# صاریغ باریک‌اندام فرز
صاریغ باریک‌اندام فرز (نام علمی: Gracilinanus agilis) نام یک گونه از سرده صاریغ‌های باریک‌اندام است.